# Pyhtää
Pyhtää (Pyttis en suédois) est une municipalité du sud-est de la Finlande. La commune se trouve dans la province de Finlande méridionale et la région de la Vallée de la Kymi. C'est la seule commune de la région à être bilingue finnois-suédois, et la plus orientale du pays à être dans ce cas.

## Géographie
La municipalité est de petite taille: elle est comprise en totalité entre les deux bras du fleuve Kymijoki, bordée au sud par le Golfe de Finlande. Via la nationale 7 (E18, l'axe principale entre Helsinki et Saint-Pétersbourg), les industries de Kotka ne sont situées qu'à 10 km du centre administratif.
Cette petite taille et la proximité de centres industriels majeurs n'empêche pas la nature d'être largement préservée. La commune compte deux parcs nationaux, la majeure partie du parc national de Valkmusa et quelques îles du parc national du Golfe de Finlande oriental.
Ses deux seules véritables curiosités historiques sont une petite église en pierre des années 1460 et un pont métallique de 1928 sur le fleuve Kymijoki, classé pont-musée.
Les municipalités limitrophes sont Kotka à l'est, et Ruotsinpyhtää à l'ouest et au nord, au-delà du fleuve.

## Démographie
Depuis 1980, la démographie de Pyhtää a évolué comme suit, :
| Année      | 1980  | 1985  | 1990  | 1995  | 2000  | 2005  |
| ---------- | ----- | ----- | ----- | ----- | ----- | ----- |
| Population | 5 218 | 5 372 | 5 482 | 5 428 | 5 253 | 5 138 |

| Année      | 2010  | 2015  | 2020  |
| ---------- | ----- | ----- | ----- |
| Population | 5 355 | 5 321 | 5 162 |

## Politique et administration

### Conseil municipal
Les sièges des 27 conseillers municipaux sont répartis comme suit:
| Parti     | Parti                              | Sièges 2021–2025 |
| --------- | ---------------------------------- | ---------------- |
|           | Parti social-démocrate de Finlande | 5                |
|           | Vrais Finlandais                   | 5                |
|           | Parti de la Coalition nationale    | 8                |
|           | Parti du centre                    | 4                |
|           | Ligue verte                        | 2                |
|           | Alliance de gauche                 | 1                |
|           | Chrétiens-démocrates               | 0                |
|           | Suomen ruotsalainen kansanpuolue   | 2                |
| Sources : |                                    |                  |

### Subdivisions administratives
Les villages de Pyhtää sont: Ahvenkoski (Abborfors), Alakylä (Nerbyn), Haavisto, Harjunkylä, Heinlahti (Heinlax), Hinkapyöli (Hinkaböle), Hirvikoski (Österhirvikoski), Huutjärvi, Itäkirkonkylä (Österkyrkoby), Itämyllykylä (Österkvarnby), Jonakorpi (Bjånakärret), Kangas, Kaunissaari (Fagerö), Kiviniemi (Lillkuppis), Loosari/Loosaari (Klåsarö), Länsikirkonkylä (Västerkyrkoby), Länsikylä (Västerby/Västerkuppis), Länsimyllykylä (Västerkvarnby), Malmi (Malm), Metsäkylä (Skogsbyn), Munapirtti (Mogenpört), Mutankylä (Mudasbyn), Pirtnuora (Pörtnor), Purola (Svartbäck), Roones (Rånäs), Siltakylä (Broby/Storkuppis), Struka (Stråka), Tuuski (Tuskas), Ulkokylä (Utby), Vastila, Ylikylä (Uppbyn).
Les trois agglomérations de Pyhtää sont : Siltakylä, Pyhtään kirkonkylä et Purola.

## Lieux et monuments
- Église de Pyhtää
- Parc national de Valkmusa
- Munapirtti (fi)
- Kaunissaari (fi)
- Canal de Struka (fi)
- Parc national du Golfe de Finlande oriental

## Transports
Pyhtää est traversee par la route nationale 7 ( ) et par la route régionale 170 ().

## Galerie

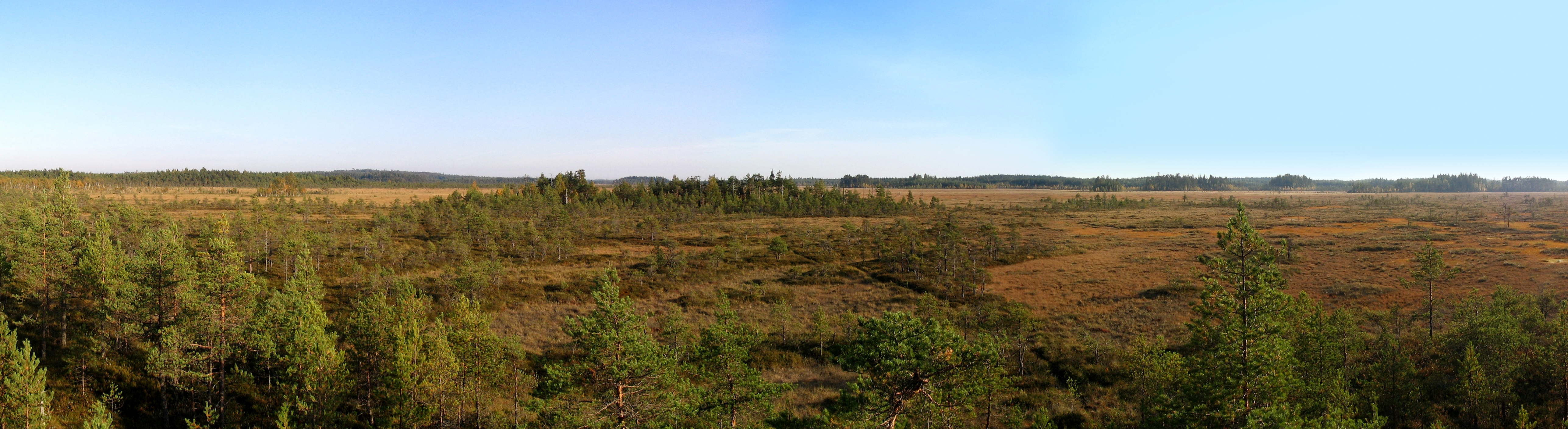
Le parc national de Valkmusa vu de l’observatoire aux oiseaux.